# 主教門22號

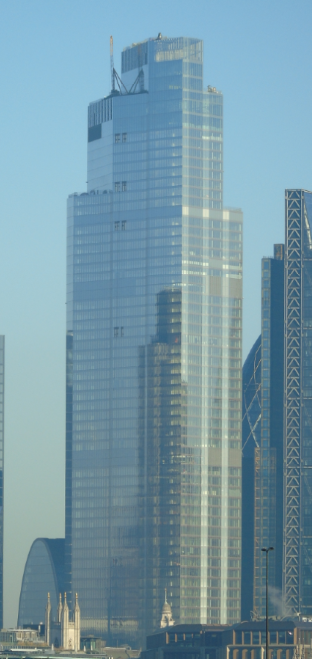

主教門22號（22 Bishopsgate），是英國倫敦的一座摩天大樓，竣工於2020年。這座建築位於倫敦市主教門地區，有62層，高278米（912英尺），是英國第二高樓。

## 外部連結
- Planning application
- Emporis building detail （页面存档备份，存于）